# Giovanni Antonio Speranza
Giovanni Antonio Speranza (Màntua, 1812 - Milà, 1850) fou un compositor italià.
Va fer els estudis en el col·legi San Pietro à Majilla, de Nàpols, donant-se a conèixer el 1836 amb l'òpera Gianni di Parigi, que assolí molt poc èxit. Contràriament, I due Figaro, estrenada el 1838 a Nàpols, fou representada en els principals teatres d'Itàlia, Espanya i Rússia.
Entre les altres òperes cal mencionar:
- L'Aretino (1840);
- Il Postiglione de Songjumeau (1842);
- Saul (1844);
- Amor a suon di tamburo (1845;
- Il Mantello (1846).